# Короткомордые медведи
Короткомордые медведи (лат. Arctodus) — род вымерших медведей, обитавших в Северной Америке с позднего плиоцена (около 2,5 млн лет назад) до позднего плейстоцена (приблизительно 11 тыс. лет назад).
Известно два вида:
- † Arctodus pristinus — малый короткомордый медведь (pristinus — «ранний», «примитивный»);
- † Arctodus simus — гигантский короткомордый медведь (simus — «курносый»).

Гигантский короткомордый медведь считается одним из крупнейших известных наземных плотоядных млекопитающих, когда-либо живших на планете. Он был характерным представителем плейстоценовой мегафауны. Крупнее его могли быть лишь отдельные особи южноамериканских медведей арктотериев, вымерших примерно в тот же период.
Вместе с ныне живущим очковым медведем и флоридским пещерным медведем объединяются в подсемейство Tremarctinae.

## Описание

### Размер
Некоторые особи A. simus могли быть самыми крупными наземными экземплярами Carnivora, когда-либо обитавшими в Северной Америке. В исследовании 2010 г. была оценена масса шести экземпляров A. simus; одна треть из них весила около 900 кг (1 короткая тонна), самый крупный из Юты весил 957 кг (2110 фунтов), что позволяет предположить, что такие большие экземпляры, вероятно, были более распространены, чем считалось ранее. Диапазон веса, рассчитанный для всех исследованных образцов, составлял от 957 кг до 317 кг, при среднем весе ~ 750 кг. Размеры взрослых особей сильно различаются: малочисленность находок, половой диморфизм и, возможно, влияние экоморфизма могут увеличивать наблюдаемвй средний размер Arctodus. Самые крупные особи из смоляных ям Ла-Бреа намного меньше, чем большинство экземпляров с Аляски, из Юты и Небраски. Это было предложено как экоморфологическое различие (например, образцы из Ла-Бреа имеют вариацию размера на 25 %, как и следовало ожидать при половом диморфизме медвежьих); либо же это подвиды A. s. yukonensis, населяющий северную и центральную части его ареала, и A. s. simus, встречающийся в других местах. И снова небольшое количество экземпляров и выборка со смещением по полу ставят под сомнение это разделение, в дополнение к находке Arctodus simus, размер которого находится в диапазоне размеров A. s. yukonensis во Флориде, глубоко в предполагаемом ареале A. s. simus.
Хотя известно более 100 местонахождений гигантских короткомордых медведей в Северной Америке, только в одном месте был найден бакулюм (кость полового члена), который мог принадлежать Arctodus simus (но мог и чёрному медведю). Отсутствие находок бакулюмов Arctodus, вероятно, отражает как тафономию, так и поведение. Большинство скелетных останков, представляющих крупных особей, найдены на открытых местах, где обычно находили лишь несколько элементов. Напротив, в пещерных ходах обнаружены многочисленные примеры небольших, но относительно полных останков; там, вероятно, были бы найдены бакулюмы, если бы они присутствовали. Как небольшой размер извлеченных элементов скелета, так и отсутствие бакулюмов в пещерных отложениях позволяют предположить, что самки A. simus использовали пещеры как материнские берлоги. Следовательно, в сочетании с половым диморфизмом медведей (например, у очковых медведей самцы на 30-40 % крупнее самок), самые крупные особи часто считаются самцами, особенно самцы старшего возраста, а более мелкие особи — самками.
Стоя на задних лапах, Arctodus был ростом 2,5 —3 м. При ходьбе на четвереньках A. simus имел высоту в плечах 1,5 —1,8 м и был достаточно высоким, чтобы смотреть в глаза взрослому человеку. Средний вес составлял около 750 кг, а максимальный зарегистрированный — 957 кг. Гипотетически самые крупные особи A. simus могли достигать 1000 кг или даже 1200 кг. Однако в исследовании 2006 года утверждалось, что, исходя из размеров осевого скелета особи Arctodus с самым большим из известных черепов, максимальный вес этого вида составлял 555 кг. Кроме того, исследование 1994 года подсчитало, что средний вес экземпляров Arctodus из Ла-Бреа составляет около 372 кг, что меньше, чем у извлеченных останков бурого медведя (около 455 кг, хотя эти останки могут датироваться более поздним периодом, чем Arctodus). Тем не менее, в пещере Риверблафф в штате Миссури вдоль стены пещеры была обнаружена серия следов когтей на высоте до 4,6 м, что указывает на то, что A. simus мог достигать 3,7 м в высоту.
Оба гигантских короткомордых медведя Arctodus simus и Arctotherium angustidens достигли огромных размеров тела, что является примером конвергентной эволюции. Однако помимо гигантизма между видами существуют заметные различия. Мало того, что Arctotherium angustidens достиг более высокого максимального веса (по расчёту, в исключительном случае примерно в 1670 кг), A. angustidens был гораздо более крепко сложенным животным, в отличие от более изящного Arctodus simus. Кроме одного экземпляра, вес Arctotherium angustidens, по расчётам, лежал в диапазоне от 412 до 1200 кг, тогда как вес Arctodus simus — в диапазоне от 317 до 957 кг. Говорят, что в пределах этих диапазонов самые крупные экземпляры обоих видов сопоставимы друг с другом.